# Institut Pierre Werner
 (avril 2013).
Pour les articles homonymes, voir IPW.
L’Institut Pierre Werner (IPW) est un centre culturel européen. Il favorise les échanges culturels et intellectuels entre ses pays fondateurs, la France, l’Allemagne et le Luxembourg, et avec les autres pays européens. 

## Histoire
L’Institut Pierre Werner a été créé en 2003, à Luxembourg, à l’initiative des gouvernements français, allemand et luxembourgeois.  Il a la forme juridique d’une association sans but lucratif (ASBL) de droit luxembourgeois. Il est placé sous l’autorité de ses contributeurs, le Goethe-Institut de la République fédérale d’Allemagne, le ministère des Affaires étrangères français et le ministère luxembourgeois de la Culture. Il perpétue le travail de l'ancien Goethe-Institut du Luxembourg et de l'ancienne bibliothèque Thomas-Mann, désormais avec un nouvel objectif.

## Idée directrice
Le choix du Luxembourg pour y établir le siège de l’IPW souligne son caractère d’institution européenne. Le Grand-Duché y développe son rôle de médiateur dans une dynamique d’échanges entre les grandes puissances pour un développement collectif. Il a pour vocation d’encourager l’épanouissement de la citoyenneté européenne dans l’esprit des Lumières et l'Esprit de Colpach, ainsi que des ambitions humanistes et démocratiques développées au lendemain de la Seconde Guerre mondiale.

## Activité
L’IPW organise des lectures, des débats et des séminaires en lien avec l’Europe, sur des thèmes culturels, politiques, économiques et de sciences humaines. Il favorise la rencontre d’intellectuels français, allemands et luxembourgeois, entre eux et avec leurs collègues européens et du reste du monde. D’une grande diversité intellectuelle, ces manifestations favorisent les échanges de points de vue et contribuent à un large dialogue multilatéral des cultures. Fort de son ancrage au Luxembourg, l’IPW travaille avec les institutions locales, régionales et européennes ainsi qu’avec les universités de la Grande Région.

## Origine du nom
L’Institut porte le nom de Pierre Werner (1913 – 2002) qui fut Premier Ministre du Luxembourg, précurseur et cofondateur d’une union politique et économique européenne.

## Direction
L’IPW est dirigé par un directeur choisi par le conseil d’administration et deux directeurs adjoints, respectivement nommés par la France et l’Allemagne.

## Directeurs
- 2003 - 2005: Simone Beck (L), Claudia Volkmar-Clark (D), Françoise Pirovalli (F)
- 2006 - 2011: Mario Hirsch
- depuis 2011: Olivier Frank